# جديسلاف ميشالسكي
جديسلاف ميشالسكي (بالبولندية: Zdzisław Stefan Michalski)‏ هو مجدف بولندي، ولد في 11 نوفمبر 1928 في ليدا في روسيا البيضاء، وتوفي في 28 سبتمبر 1985 في وارسو في بولندا.

## وصلات خارجية
- جديسلاف ميشالسكي على موقع الاتحاد الدولي للتجديف (الإنجليزية)
- جديسلاف ميشالسكي على موقع أوليمبيديا (الإنجليزية)
- جديسلاف ميشالسكي على موقع اللجنة الأولمبية البولندية (مؤرشف) (البولندية)